# Rod a Todd Flandersovi
Rod a Todd Flandersovi jsou fiktivní postavy z amerického animovaného seriálu Simpsonovi. 

## Rod Flanders
Rod Flanders je desetiletý syn Neda Flanderse. Rod se často modlí za to, aby Bůh bděl nad ním a jeho mladším bratrem Toddem, a také za úspěch otcova obchodu pro leváky Levária. Modlí se rovněž za všechny ostatní děti, jako je jeho soused Bart Simpson, které se za sebe nemodlí. Ned popsal Rodovy záliby tak, že mezi ně patří „být potichu během výletů a tleskat při písničkách“. Rodova největší role je v dílu Bart má dvě mámy, kde získá nové horolezecké dovednosti a zachrání Barta před šimpanzem na vrcholu kostela. V této epizodě Rod taktéž uvede, že považuje Marge Simpsonovou za nejzábavnější osobu od smrti své matky. 
V dřívějších epizodách Zkáza domu Flandersů a Golfová společnost je Rod zastíněn svým mladším bratrem, který v obou dílech hraje důležitější roli. V epizodě Patnácté Vánoce u Simpsonů se zmíňuje, že „žárlí na holky, protože mohou nosit šaty“, což naznačuje možný transvestitismus. V dílu Zvrhlík Homer je uvedeno, že Rod je mladší Flandersovo dítě.

## Todd Flanders
Todd Homer Flanders je osmiletý syn Neda Flanderse. Jeho druhé jméno je Homer, protože jej Homer Simpson pomáhal přivést na svět, když Ned nemohl přijít včas. Jeho hlas je založen na hlase Shermana z filmu Dobrodružství pana Peabodyho a Shermana. Todd je nejvnímavějším členem rodiny Flandersových. Když je vystaven sprostým slovům, sám začne nadávat. Kdykoli Todd přijde do styku s něčím, co se vymyká jeho rodině a jejich zbožným způsobům, jako například když ho Bart Simpson přiměl sníst Pixy Stix, začne být agresivní. Umí hrát na housle a je členem kapely Springfieldské základní školy (navzdory tomu, že v pozdějších dílech nejsou Rod ani Todd Flandersovi zobrazeni jako žáci Springfieldské základní školy, než vyjde najevo, že navštěvovali křesťanskou školu, dokud je jejich nová nevlastní matka Edna Krabappelová zapsala do Springfieldské základní školy). Díl Golfová společnost odhaluje, že Todd je dobrý v minigolfu a je schopen vzdorovat svému otci.